# 师儒侍养牌坊
师儒侍养牌坊，位于中华人民共和国浙江省温州市平阳县昆阳镇，是浙江省省级文物保护单位之一。
2017年1月13日，师儒侍养牌坊被列入第七批浙江省文物保护单位，该文物保护单位是一座古建筑。